# Gender Forum
Gender Forum ist ein akademisches Online-Journal, das vom Englischen Seminar der Universität zu Köln sowie Vertretern der englischsprachigen Literatur- und Kulturwissenschaft herausgegeben wird. Es wurde 2002 gegründet und erscheint aufgrund der internationalen Ausrichtung in englischer Sprache.
Gender Forum diskutiert Themen der Gender Studies in den Bereichen Literatur, Kultur, Medien, Kunst, Politik, Naturwissenschaften, Medizin, Religion und Philosophie. Jede Ausgabe widmet sich einem speziellen Thema. Neben Forschungsbeiträgen werden auch Rezensionen, Interviews und literarische Texte veröffentlicht. Die zur Veröffentlichung eingereichten Aufsätze durchlaufen ein Peer-Review-Verfahren.
Das Herausgeberkollegium besteht aus Beate Neumeier (Hauptverantwortliche), Mita Banerjee, Nilufer E. Bharucha, Carmen Birkle, Ingrid Hotz-Davies, Ralph Poole, Kay Schaffer und Chris Weedon. Gender Forum erscheint viermal jährlich und ist frei zugänglich.